# The Legacy at Millennium Park
The Legacy at Millennium Park es un rascacielos de 72 plantas situado en Chicago, Illinois, Estados Unidos, localizado en S. Wabash Avenue, cerca de E. Monroe Street.
La torre residencial y la base de uso mixto, diseñados por la firma arquitectónica Solomon, Cordwell, Buenz, contienen 360 apartamentos de lujo así como 460 plazas de aparcamiento. Adicionalmente, el edificio incluye 3800 m² de aulas para la School of the Art Institute of Chicago en las plantas más bajas, instalaciones atléticas para el Club de la Universidad, una pasarela aérea entre el Club de la Universidad y el podio del edificio, y comodidades privadas para los residentes de la torre incluyendo un centro atlético y acuático así como salones residenciales situados por todo el edificio. La torre preserva las fachadas históricas de albañilería y terracota de Jewelers Row District en Wabash Avenue.
El estrecho diseño de la torre pretende maximizar vistas al Lago Míchigan y Millenium Park para todas las residencias de la torre.